# Abel Fleury
Abel Fleury (* 5. April 1903 in Dolores; gest. 9. August 1958 in Buenos Aires) war ein argentinischer Gitarrist und Komponist.
Seine Kompositionen für Gitarre gelangten ab den 1980er Jahren ausgehend von Buenos Aires über ganz Lateinamerika bis nach Europa. „Estilo pampeano“ und „Milongueo del ayer“ sind zwei seiner beliebtesten Stücke.

## Leben
Abel Fleury war Sohn von Juana Peón, einer Büglerin, und Eduardo Fleury, der unter anderem als Bäcker arbeitete. Sein musikalischer Weg begann, als er mit etwa 11 Jahren seine Mutter bat, ihm eine Gitarre zu kaufen. Sie gab ihm auch den ersten Unterricht auf diesem Instrument anhand einer Milonga. Fleury führte seine Studien mit Froilán Rojas als Lehrer weiter. Mit den wie er in Dolores beheimateten Komponisten Honorio Siccardi und Pascual Galeano machte er seine ersten Kompositionen und vertiefte sein Gitarrenstudium bei Domingo Prat.
Im Alter von 20 Jahren verließ er seine Heimatstadt und lebte und konzertierte in Mar del Plata, Tandil, Tres Arroyos, La Plata und Buenos Aires. Dank der Empfehlung des Criollo-Rezitators Lauro Viana begann Fleury 1933 in Buenos Aires bei den poetisch-gauchoesken Rezitationen von Fernando Ochoa mitzuwirken und die Hintergrundmusik zu spielen. Die künstlerische Partnerschaft mit Ochoa machte es ihm leichter, in der Öffentlichkeit bekannt zu werden und nicht nur als Solist, sondern auch als Leiter von Gitarrenensembles engagiert zu werden. Mit diesen populären Gruppen, vom „Gaucho“-Dichter Claudio Martínez Paiva „escuadrones“ genannt, trat Fleury in Radiosendungen und an verschiedenen Orten in Buenos Aires und im Landesinneren auf. In Fleurys Ensembles mit bis zu vierzig Gitarren spielten neben anderen bekannten Musikern Héctor Ayala, Roberto Grela und Ubaldo de Lío.
Gleichzeitig setzte Fleury seine Solotätigkeit fort und hatte Erfolg mit Aufnahmen, zunächst für das Label Odeon, später für Victor. Von 1935 bis 1954 nahm er zehn eigene Stücke und ein Arrangement von Clavel del aire von Juan de Dios Filiberto auf. Um 1940 schloss er sich mit Pedro Maffia, Sebastián Piana und Alfredo Corletto dem Cuarteto Argentino de Música Popular an, mit dem er zahlreiche Auftritte, vor allem im Rundfunk, hatte.
Neben seinem relativen Erfolg in populären Musikshows organisierte und spielte er seine Solo-Gitarrekonzerte in Buenos Aires und im Landesinneren. Solche Auftritte bestanden meist aus drei Teilen: der erste bestand komplett aus Werken des klassischen Gitarrenrepertoires: von Francisco Tárrega, Heitor Villa-Lobos, Fernando Sor, Dionisio Aguado, Manuel Ponce, Antonio Lauro etc. sowie Transkriptionen von Sylvius Leopoldus Weiss, Johann Sebastian Bach, Isaac Albéniz, Joaquín Malats, Wolfgang Amadeus Mozart, Ludwig van Beethoven, Frédéric Chopin etc. Ein zweiter Teil war ein poetischer Vortrag oder eine Theateraufführung (bei einer Gelegenheit Mateo de Discépolo des Homero Cárpena Ensemble), ein dritter Teil war im Allgemeinen Fleurys eigener Soloproduktion oder Duos, Trios und Gitarrenquartetten gewidmet.
Als Solist unternahm er Touren durch das Landesinnere und trat in Córdoba, Río Negro, Santa Fe, Entre Ríos, Corrientes und der Provinz Buenos Aires auf. Ab 1948 reiste er auch ins Ausland, zunächst nach Chile, später nach Paraguay, Bolivien, Brasilien und Uruguay, wo er mit dem Gitarristen, Komponisten und Pädagogen Isaías Sávio in Kontakt trat. Später, dank der Förderung des Instituto Iberoamericano de Cultura de la Universidad de Madrid, trat er in Spanien und später in Frankreich auf, wo er an Konzerten in Universitäten teilnahm.
Diese intensive Tätigkeit als Interpret hielt ihn nicht vom Komponieren ab, im Gegenteil, die Kreationen, die seiner Feder entsprangen, wurden in das Repertoire seiner Konzerte aufgenommen. Nach Angaben der SADAIC (Sociedad Argentina de Autores y Compositores, Argentinische Gesellschaft der Autoren und Komponisten) erreichten seine veröffentlichten Werke dreiunddreißig Titel.
Im Film spielte er in Joven, viuda y estanciera (1941) und schrieb die Musik für Santos Vega (1936).
Bei der Rückkehr von einer seiner Reisen Anfang 1958 verschlechterte sich Fleurys Gesundheitszustand, am 9. August starb er in Buenos Aires. Beigesetzt wurde er in seiner Heimatstadt Dolores, die Don Abel als bedeutenden Sohn unter anderem mit dem Nationalen Gitarrenfestival ehrt.
Seit Mitte der 1980er Jahre wurden Fleurys Kompositionen in die Lehrpläne der Konservatorien der Provinz und der Stadt Buenos Aires und zahlreicher Konservatorien, Universitäten und Musikschulen in Argentinien und im Ausland aufgenommen.
Sein Werk gilt innerhalb des argentinischen Musik als akademisch geprägt.
Familie:
Das Ehepaar Abel Fleury und Natalia Arámbulo hatte eine gemeinsame Tochter Zulema, die 1925 zu Welt kam und auf Anraten ihrer Mutter Konzertgitarristin wurde. Im Museum von Dolores ist heute eine Gitarre zu sehen, die Zulema ihrem Vater geschenkt hatte. Nach der Trennung von Natalia Arámbulo hatte Fleury in der neuen Partnerschaft mit Nelis Guerra drei Kinder.

## Werke

### Verlegte Werke für Gitarre
- A flor de llanto (milonga).
- Ausencia (milonga).
- Cantar de mi pago (estilo).
- Cifra y sobretarde (triste).
- Chamamé (baile popular correntino).
- De clavel en la oreja (milonga).
- Milongueo del ayer (milonga porteña), para dos guitarras.
- El cuando (danza popular).
- El desvelao (gato).
- La firmeza (danza tradicional argentina).
- El tostao (estilo).
- Estilo Pampeano (estilo).
- Guaymallén (cueca).
- La Cimarrona (ranchera).
- Lejanía (estilo popular).
- Mudanzas (malambo).
- Pago largo (variaciones sobre la huella).
- Pajaros en el monte (pericón).
- Real de Guitarreros (floreos de milonga).
- Relato (preludio criollo).
- Te vas Milonga (milonga porteña).
- Tonada.
- Trinos y alas (chacarera).
- Vidalita.
- Fortin Kakel (milonga).
- Pico blanco (chamarrita-milonga).
- Para Abel Eduardo (vidalita).
- El codiciado (triunfo).
- De sobrepaso (milonga).
- Dos canciones criollas: Alma en Pena y Cimbronazo

### Kompositionen für Gesang
- Camino del recuerdo y Cruzando tu olvido, con letra de Lauro Viana, con este autor también compuso Pico Blanco;
- Brindis de Sangre, tango criollo con letra de José R. Suarez;
- Alma en pena, canción criolla con letra de Claudio Martinez Payva.

### Für Gesang und Piano
- Alma en pena y Soliloquio (canciones criollas).

### Tonaufnahmen
Fleury hinterließ zehn 78-UpM-Schallplatten, die zum Teil auf Vinyl neu aufgelegt wurden, z. B. auf einer Langspielplatte namens „Guitarras en el Tiempo“, auf der einen Seite mit Aufnahmen von Atahualpa Yupanqui, auf der anderen von Abel Fleury.
Eine weitere LP „Queridos ausentes del folklore“ enthält Aufnahmen zweier von Fleury interpretierter Themen, „Relato“ (preludio criollo) aus seiner Feder und „Clave del aire“ (canción porteña) von Juan de Dios Filiberto.

### Transkriptionen für Gitarre aus klassischem Repertoire
- Moto Perpetuo op. 11 de Nicolás Paganini, para una o dos guitarras;
- Los Estudios del Chiquito, de Honorio Siccardi;
- Pájaro Campana, galopa de Felix Pérez Cardozo;
- Pena Mulata, milonga de Sebastián Piana;
- Clave del aire, canción porteña de Juan de Dios Filiberto;
- Suite en La para Guitarra, de Leopoldo Silvio Weiss.